# 大邱駅
大邱駅（テグえき）は、大韓民国大邱広域市北区七星洞にある、韓国鉄道公社（KORAIL）の駅。
本項では、近接する大邱交通公社1号線の大邱駅駅（テグヨクえき）についても記述する。

## 概要
大邱広域市の中心部に位置し、以前は大邱市のターミナル駅だったが、1969年の東大邱駅開業以降ターミナル駅の機能は全般的に東大邱駅が担っており、KTX・SRTの列車も当駅ではなく東大邱駅に停車する。

### 乗り入れ路線
KORAILの京釜線が乗り入れており、京釜線を通じて慶北線・慶全線・東海線に直通する列車も当駅に乗り入れ、全てのITX-セマウル・ムグンファ号は当駅に停車する。なお、駅構内を京釜高速線が通過しているが、京釜高速線には当駅が設置されていない扱いとなっており、KTX・SRTも全列車が停車しない。
KORAILの駅舎の北東部地下に大邱交通公社1号線の大邱駅駅が位置している。大邱駅駅の駅番号は132。

## 歴史

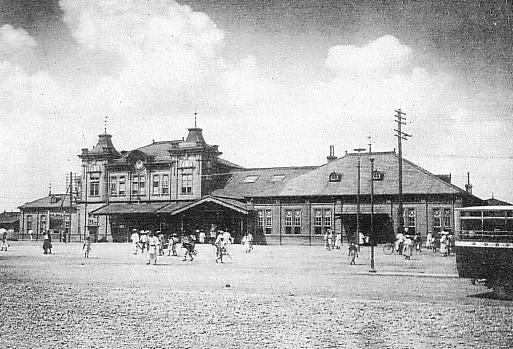
1930年頃の大邱駅

- 1905年1月1日 - 普通駅として開業。
- 1913年12月 - 駅舎新築竣工。（木造2階建てルネッサンス様式）
- 1978年12月15日 - 駅舎新築竣工。
- 1998年5月2日 - 大邱広域市地下鉄公社（現・大邱交通公社）1号線が開業。
- 2000年2月 - 民資駅舎が新築着工し、臨時駅舎で営業。
- 2003年
  - 1月17日 - 民資駅舎新築竣工。
  - 2月18日 - 大邱地下鉄放火事件により、1号線全線運休。
  - 10月21日 - 1号線の運転再開。
- 2013年
  - 9月1日 - 列車追突事故（朝鮮語版）発生。終日全ての旅客列車が通過した。
  - 10月1日 - KTX大邱都心区間工事により、馬山・晋州方面ムグンファ号が東大邱駅に短縮し、5番ホームの線路撤去。
- 2024年12月14日 - 大慶線が開業[1]。

## 駅構造

### 韓国鉄道公社
当駅の駅舎は民間事業者が運営する民資駅舎で、地上駅（橋上駅）である。民資駅舎にはロッテ百貨店が入居している。
島式ホーム2面4線と通過線1線、単式ホーム1面1線の合計3面6線を有しているが、現在旅客扱いを行っているのは単式ホームと島式ホームのそれぞれ1面ずつである。
南から1番線 - 6番線と並んでいる。2番線は上り通過線でホームは存在しない。3・4番線は京釜高速線の線路で、ホームは使用されていない。

#### のりば
| 1    | 京釜線（上り） | 大田・天安・水原・ソウル方面 |
| 3・4 | 京釜高速線     | ホーム未使用（通過線）       |
| 5    | 京釜線（下り） | 使用停止中（下り通過線）     |
| 6    | 京釜線（下り） | 釜山・晋州・釜田方面         |

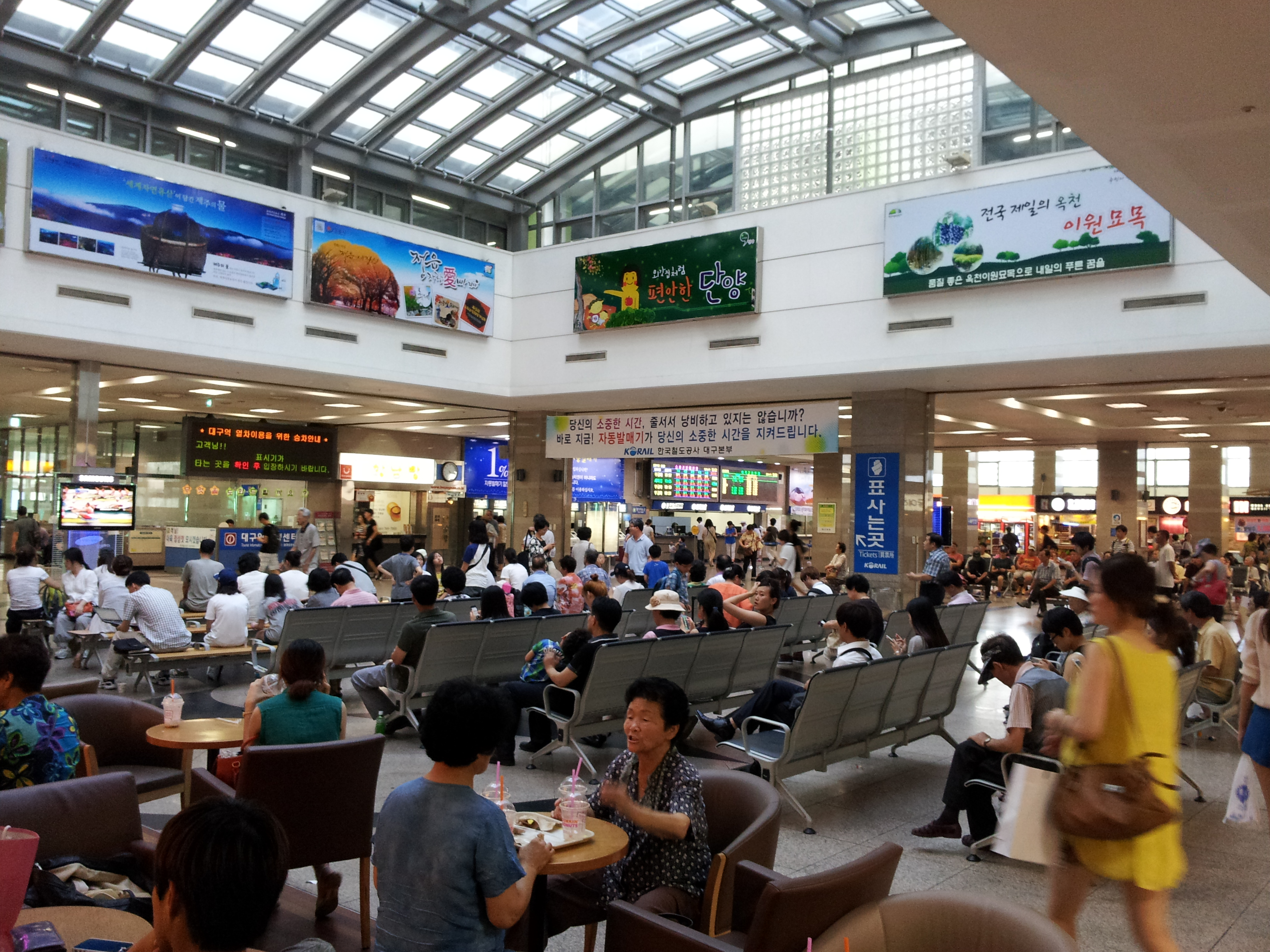
待合室（2012年撮影）
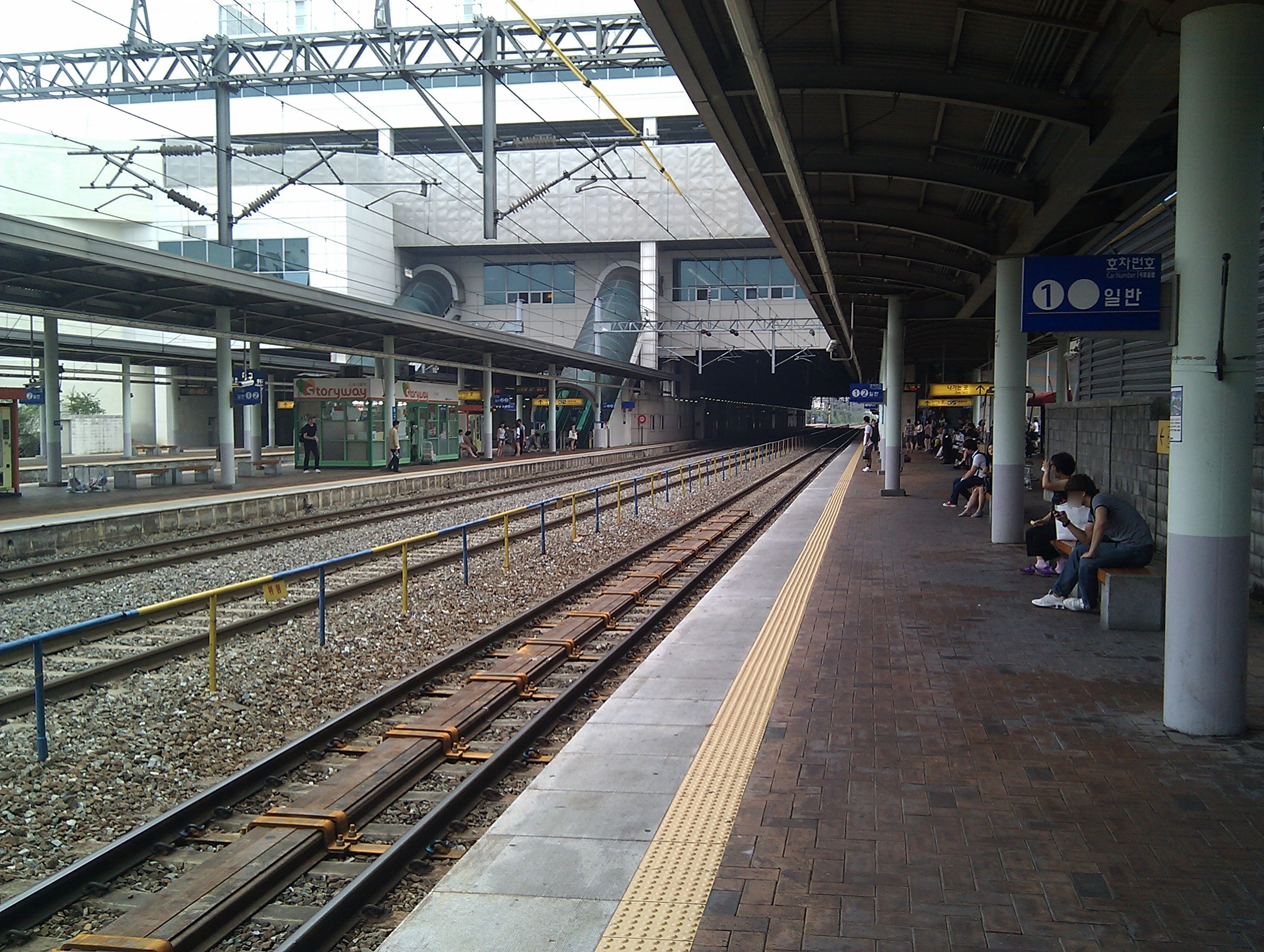
ホーム（2012年撮影）

### 大邱交通公社
相対式ホーム2面2線を有する地下駅。フルスクリーンタイプのホームドアが設置されている。
ホームは地下3階にあり、上り・下りホームから階段を上った地下2階にそれぞれの改札があり、上下ホーム間の改札内移動は出来ない。同じ地下2階に駅務室、地下1階に化粧室がある。
出口は1番から4番までの合計4ヶ所ある。

#### のりば
- のりばの番号は存在しない。

| 上り | 1号線 | 中央路・半月堂・舌化椧谷方面 |
| 下り | 1号線 | 東大邱駅・半夜月・安心方面   |

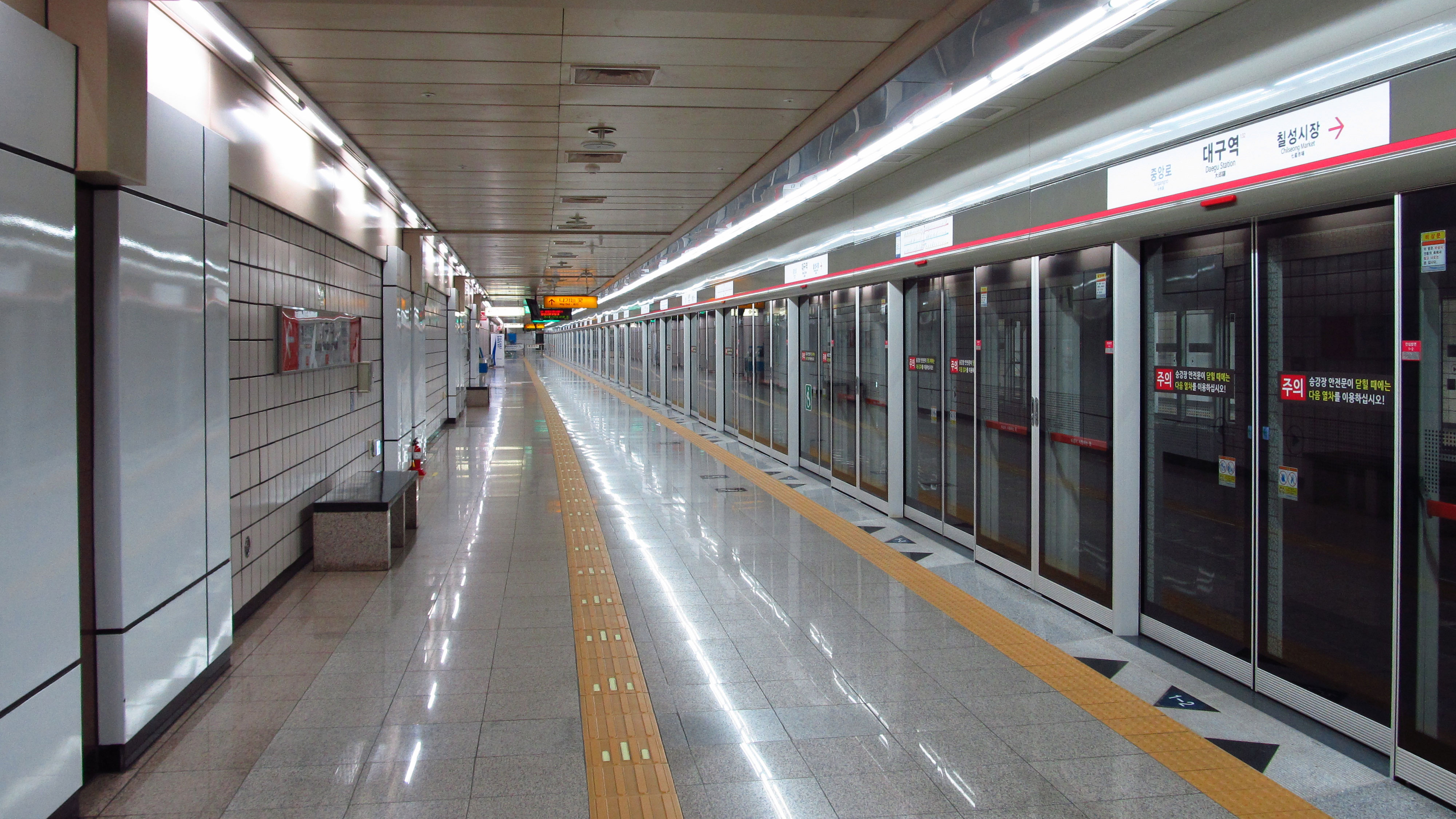
ホーム（2016年10月9日）

## 利用状況
韓国鉄道公社
| 2001年 | 下り | 乗車 | 2889   | 1105282 | 6741  | 1114912 |
| 2001年 | 下り | 下車 | 12236  | 1710574 | 38212 | 1761022 |
| 2001年 | 上り | 乗車 | 6520   | 1847480 | 68449 | 1922449 |
| 2001年 | 上り | 下車 | 6693   | 1207939 | 19193 | 1233825 |
| 2002年 | 下り | 乗車 | 2491   | 1027112 | 6264  | 1035867 |
| 2002年 | 下り | 下車 | 10746  | 1584442 | 31627 | 1626815 |
| 2002年 | 上り | 乗車 | 7074   | 1706552 | 60976 | 1774602 |
| 2002年 | 上り | 下車 | 9187   | 1114635 | 18201 | 1142023 |
| 2003年 | 下り | 乗車 | 2050   | 1108847 | 7538  | 1118435 |
| 2003年 | 下り | 下車 | 11886  | 1676174 | 14741 | 1702801 |
| 2003年 | 上り | 乗車 | 6147   | 1772184 | 65850 | 1844181 |
| 2003年 | 上り | 下車 | 9942   | 1148236 | 23476 | 1181654 |
| 2004年 | 下り | 乗車 | 129359 | 985241  | 19230 | 1133830 |
| 2004年 | 下り | 下車 | 216011 | 1459713 | 3641  | 1679365 |
| 2004年 | 上り | 乗車 | 193404 | 1577275 | 18362 | 1789041 |
| 2004年 | 上り | 下車 | 144481 | 972473  | 17710 | 1134664 |
| 2005年 | 下り | 乗車 | 168949 | 966577  | 28782 | 1164308 |
| 2005年 | 下り | 下車 | 241559 | 1462461 | 始発  | 1704020 |
| 2005年 | 上り | 乗車 | 218331 | 1579963 | 終着  | 1798294 |
| 2005年 | 上り | 下車 | 189355 | 953130  | 14870 | 1157355 |

大邱交通公社
| 年度   | 1日平均 乗車人員 |
| ------ | ---------------- |
| 1998年 | 2543             |
| 1999年 | 3949             |
| 2000年 | 未公開           |
| 2001年 | 3085             |
| 2002年 | 3252             |
| 2003年 | 2265             |
| 2004年 | 6974             |
| 2005年 | 7672             |
| 2006年 | 10851            |
| 2007年 | 10386            |
| 2008年 | 10362            |
| 2009年 | 10213            |
| 2010年 | 10169            |
| 2011年 | 10516            |
| 2012年 | 10488            |

## 駅周辺
- ロッテ百貨店大邱店
- ロッテシネマ大邱
- 大邱市民会館（朝鮮語版）
- 七星花卸売市場
- 七星市場公営駐車場
- 北部消防署
- 七星ヒューマンシア
- 大邱銀行（朝鮮語版）統一路支店
- 七星洞郵便局
- ホームプラス大邱店
- 七星高等学校（朝鮮語版）
- 大邱市民運動場野球場
- 大邱フォレストアレーナ
- 七星洞グムリュアパート
- オペラコーロンハヌルチェアパート
- ポンゲ市場
- 大邱共同魚市場
- 大邱景明女子高等学校
- 大邱景明女子中学校
- 大邱玉山初等学校
- 無量寺

## 隣の駅
韓国鉄道公社
京釜線
ITX-セマウル
亀尾駅 - 大邱駅 - 東大邱駅
ムグンファ号（慶全線・東海南部線直通列車）・ヌリロ号
倭館駅 - 大邱駅 - 東大邱駅
ムグンファ号
新洞駅 - 大邱駅 - 東大邱駅
大慶線
西大邱駅 - 大邱駅 - 東大邱駅
大邱交通公社
●1号線
中央路駅 (131) - 大邱駅駅 (132) - 七星市場駅 (133)